# 13,2x92SR
El cartucho 13,2 x 92 SR, también conocido como Mauser 13,2 mm TuF (Tank und Flieger, Tanques y Aviones), fue un paso importante en el desarrollo de los cartuchos antitanque, siendo el primer cartucho diseñado con el único propósito de destruir objetivos blindados.

## Historia
El cartucho fue utilizado en el fusil Mauser 1918 T-Gewehr. Su uso también fue planeado en una nueva ametralladora que se iba a desplegar en 1919, la MG 18 TuF.
El 13,2 mm Tuf fue diseñado para contrarrestar a los primeros tanques británicos que hicieron su aparición durante la Primera Guerra Mundial. Dado que era difícil predecir qué rutas iban a tomar los tanques al atacar, las minas terrestres eran difíciles de emplear como freno para el avance de estos. Las piezas de artillería ligera apresuradamente puestas en servicio como armas antitanque eran muy eficaces, pero engorrosas y difíciles de poner en acción con la suficiente rapidez. Por lo tanto, se necesitaba encontrar otro medio para combatir estos primeros vehículos blindados. 
Debido a que los primeros blindajes eran relativamente delgados debido a la necesidad de reducir el peso del vehículo para la escasa motorización disponible (y, además, debido a que los tanques fueron diseñados principalmente para proteger del fuego de ametralladora), los fusiles de gran calibre se podrían utilizar para acosar y eliminar a los tripulantes del tanque. Dependiendo del espesor del blindaje, una bala de 13,2 mm que penetrase un primer blindaje perdería gran parte de su energía y no podría sobrepasar la parte trasera del vehículo, lo que significaría que rebotaría alrededor del interior, causando más daño.
El desarrollo del cartucho .50 BMG a veces se confunde con el del 13,2 mm Tuf. El desarrollo del .50 BMG estadounidense fue iniciado antes de que este proyecto alemán fuera terminado o incluso conocido por los países aliados.[cita requerida] Cuando los aliados supieron del nuevo cartucho antitanque alemán, hubo un debate sobre si se debía copiar y utilizar como base para el cartucho de la nueva ametralladora diseñada por Browning. Sin embargo, después de algunos análisis se descartó la munición alemana, tanto porque su desempeño era inferior al .50 BMG (que era simplemente una versión agrandada del .30-06 Springfield), y porque era un cartucho con semipestaña, haciéndolo poco adecuado para un arma automática. Las dimensiones de los dos cartuchos y sus desempeños balísticos son totalmente diferentes. En su lugar, la Browning M2HB con su cartucho antiblindaje de 12,7 mm pasó a funcionar como una ametralladora antiaérea y antivehículo, con la capacidad de perforar 22,2 mm (0,875 pulgadas) de blindaje de acero templado a 91 m (100 yardas) y 19 mm (0,75 pulgadas) a 500 m (547 yardas), frente a 20 mm a 100 m y 15 mm a 300 m para el 13,2 x 92 SR cuando se dispara desde el Gewehr M1918.

## Diseño
El 13,2 x 92 SR utilizó un casquillo abotellado con semipestaña de 92 mm de largo, que tenía un cuello poco profundo. Fue desarrollado por la fábrica de municiones Polte en Magdeburgo, Alemania.